# South Central Cartel
Pour les articles homonymes, voir Cartel.
South Central Cartel est un groupe de hip-hop américain, originaire de Los Angeles, en Californie. Il est à l'origine de certains tubes comme U Gotta Deal Wit Dis, Pops Was a Rolla, Ya Getz Clowned, Gang Stories, Servin 'Em Heat, Knocc on Wood (Remix) et All Day Everyday. En 2011, le groupe revient avec la publication d'un douzième album, Concrete Jungle, Vol. 1.

## Biographie
Comme un certain nombre de collectifs de gangsta rap ayant émergé à la fin des années 1980 après le succès de N.W.A., South Central Cartel se popularise avec un premier album intitulé South Central Madness, publié le 22 janvier 1992, sur son propre label, GWK,. L'album atteint la 18e place des Heatseekers et la 51e des	R&B Albums. Après ce premier opus, le groupe édite un deuxième album le 10 mai 1994, 'N Gatz We Truss, qui apporte une certaine notoriété dans le milieu du gangsta rap underground, et est classé 32e au Billboard 200.
Le groupe signe ensuite au label Def Jam, ce qui lui permet de sortir le 3 juin 1997, un album accompli et populaire, All Day Everyday,. L'album atteint la 178e place du Billboard 200. Au cours de cette même période, les leaders du groupe, Havoc et Prodeje, sortent ensemble une série d'albums sur le label Pump Records et forment autour de leurs compositions un noyau solide d'aficionados. Def Jam rompt son contrat avec le groupe à la fin des années 1990, et ce dernier termine le 10 août 1999 avec l'album, Concrete Jungle, Vol. 1 sur un label indépendant, considéré comme décevant par la presse spécialisée,. Malgré un succès relatif, le groupe s'élève au rang des groupes pionniers du gangsta rap des années 1990, comme N.W.A., Compton's Most Wanted ou encore Above the Law.
Havoc annonce un nouvel album du groupe en août 2008. En 2011, le groupe annonce son retour avec un douzième album, South Central Gangsta Muzic. Avant cette publication, ils publient en janvier 2010 le single principal I'm On My Gangsta accompagné d'un clip du titre.

## Discographie

### Albums studio
- 1991 : South Central Madness
- 1994 : N Gatz We Truss
- 1997 : All Day Everyday
- 1999 : Concrete Jungle Vol. 1
- 2001 : Gangsta Conversation
- 2002 : We Have the Right to Remain Violent!!!
- 2003 : South Central Hella
- 2003 : Welcome 2 L.A. (Japon uniquement)
- 2005 : Westurrection
- 2006 : Random Violence
- 2006 : Tha Hoodz in Us
- 2009 : Chucc N It Up
- 2010 : South Central Gangsta Muzik (Japon uniquement)

### Compilations
- 1996 : L.V. - The Gangstas In South Central
- 1997 : Havoc & Prodeje - Prelude To The Peace (Royaume-Uni)
- 2003 : Greatest Hits (Japon uniquement)
- 2006 : The Greatest Hits Vol. 2 (Japon uniquement)
- 2007 : Cartel or Die: SCC's Most Gangsta (Greatest Hits)
- 2010 : SC Cartel Camp Presents Hood Favorites (Greatest Hits)

### Singles
- 1992 : U Gotta Deal Wit Dis (Gangsta Luv)
- 1992 : Ya Getz Clowned
- 1993 : Pops Was a Rolla
- 1993 : Servin' Em Heat
- 1994 : Gang Stories
- 1994 : It's a S.C.C. Thang (featuring The Chi-Lites)
- 1994 : Seventeen Switches
- 1997 : All Day Everyday

### Projets individuels
- 1993 : Havoc & Prodeje - Livin' in a Crime Wave
- 1994 : Havoc & Prodeje - Kickin' Game
- 1995 : Murder Squad - S.C.C. Presents Murder Squad Nationwide
- 1995 : Mel-Low -  It's a Bg Thang
- 1996 : Young Murder Squad - How We Livin'
- 1996 : Sh'Killa - Gangstrez from da Bay
- 1996 : L.V. - I Am L.V.
- 1997 : Young Rome & Evil Skeem - The War is On
- 1997 : Havoc & Prodeje - Truez Neva Stop
- 1998 : Young Prodeje - Diablo Flame On - Movie On Wax
- 2000 : Hava Rochie (aka Havoc) - Self Made Legend: It's My Time to Shine
- 2000 : L.V. - How Long
- 2002 : L.V. & Prodeje - The Playground
- 2003 : Young Murder Squad - Don't B Scared
- 2004 : Big Prodeje - Hood Music
- 2004 : Big Prodeje - Random Violence (sorti au Japon)
- 2005 : Big Prodeje - If the Chucc Fits, Wear It!
- 2007 : Big Prodeje - Hood 2 Da Good
- 2008 : Havikk the Rhime Son - The Rhime Son
- 2008 : Havikk the Rhime Son & Hirntot Posse - Worldwide Cartel
- 2008 : L.V. & Prodeje - Hood Affiliated
- 2008 : Young Prodeje - Gangsta Life
- 2010 : L.V. - Hustla 4 Life
- 2010 : Big Prodeje & Dj AK - What Side U On ?
- 2012 : Big Willie & Big Prodeje - Everythang Hood (EP)
- 2013 : Big Prodeje - The Realest Shit Ya Never Heard